# Doryodes
Doryodes é um gênero de traça pertencente à família Arctiidae.